# Финогеева, Вера Александровна
Вера Александровна Финогеева (1919—1974) — советская актриса. Заслуженная артистка Карело-Финской ССР (1951). Народная артистка Карельской АССР (1959).

## Биография
В 1936–1939 гг. работала в системе Наркомата заготовок сельхозпродуктов.
В 1931-1936 гг. обучалась в театральной студии при Доме пионеров Бауманского района Москвы.
В 1941 г. окончила отделение сценической речи ГИТИСа.
В 1942-1943 гг. работала во фронтовых бригадах ГИТИСа, в 1943-1945 - в театрах Политобозрения и Санпросвета. 
В 1945-1946 - актриса Драматического театра Северного флота.
С 1946 г. - работала актрисой Республиканского театра русской драмы г. Петрозаводска.
Принимала участие в записи спектаклей Карельского радио, преподавала культуру речи в Петрозаводском государственном университете, была организатором студии художественного слова при Петрозаводском доме учителя.

## Избранные роли
- Регина «Привидения» Г. Ибсена
- Александра «Деньги» Софронова
- Мать «Якорная площадь» Штока
- Ксения «Ксения» Волкова
- Левониха "Левониха на орбите" Макаёнка
- Нэви «Глубокие корни» Гоу и Д'Юссо
- Кермен «Шестой этаж» Жери
- Филумена Мартурано «Филумена Мартурано» Де Филиппо)
- Машенька «Машенька» А. Афиногенова
- Таня «Таня» А. Арбузова
- Катя «Два капитана» В. Каверина
- Соня «Дядя Ваня» А. Чехова
- Евгения Гранде «Евгения Гранде» О. Бальзака
- профессор Снежинская «Третья молодость» братьев Тур
- Филумена «Филумена Мартурано» Э. Де Филиппо
- Анисья «На золотом дне» Д. Мамина-Сибиряка
- Софья Коломийцева «Последние» М. Горького
- Мелания «Дети солнца» М. Горького, 1954
- Зоя Толоконцева «Годы странствий» А. Арбузова
- Анна Ивановна «Перед ужином» В. Розова, 1963
- Этель Сэвидж «Странная миссис Сэвидж»